# Historia de la Bibliotecología en Chile

Library Science Symbol

La bibliotecología es la disciplina centrada en el estudio de las diferentes características y propiedades de las bibliotecas. En ocasiones el término se utiliza como sinónimo de biblioteconomía, aunque la Real Academia Española (RAE) indica que este último concepto alude específicamente a la organización, gestión y mantenimiento de las bibliotecas.
La bibliotecología forma parte de las ciencias sociales y es catalogada como una disciplina técnica, es decir, que están basadas en ciencias y tecnologías, sobre todo esta última aplicada a distintos ámbitos, situaciones y objetos de estudio. Es también considerada una especialización multidisciplinaria, logra vincular la educación con las TICS, herramientas de gestión y preservación de documentos.
Dentro de los múltiples aportes de la bibliotecología, uno de los más importantes es la posibilidad de crear modelos y sistemas para facilitar la organización de la información (documentos, libros, archivos, etc.) logrando así proveer el fácil acceso de la comunidad a la información. 

## Historia
En el año 1540 llega el primer libro a Chile “De regimini principium”, años después los jesuitas instalan el primer taller de imprenta, pero este no funciona y es devuelto a Córdoba. Ya en 1748 los jesuitas son expulsados del país y los libros que les pertenecían fueron trasladados a la Universidad de San Felipe. 
Se interna en Chile un cargamento con docenas de cajones con libros, los cuales arribaron en el puerto de Valparaíso. Este cargamento contaba principalmente con libros de carácter religiosos y enciclopédicos. En el siglo XVIII ya se divisaban los primeros esfuerzos para comenzar a formar las primeras bibliotecas públicas del país, estas se entrelazaban directamente con las congregaciones religiosas que ya existían.  
Ya en 1812 llega a Chile de manera formal la imprenta a manos del Fray Camilo Henríquez, quien la bautiza como “la máquina de la felicidad”. José Miguel Carrera logra hacer de la imprenta un faro para la idea independentista, es en su gobierno donde se impulsa un proyecto cultural dando paso a las primeras bibliotecas públicas, escuelas y una editorial estatal. Durante este año también es impulsado el primer periódico “La Aurora de Chile”.  

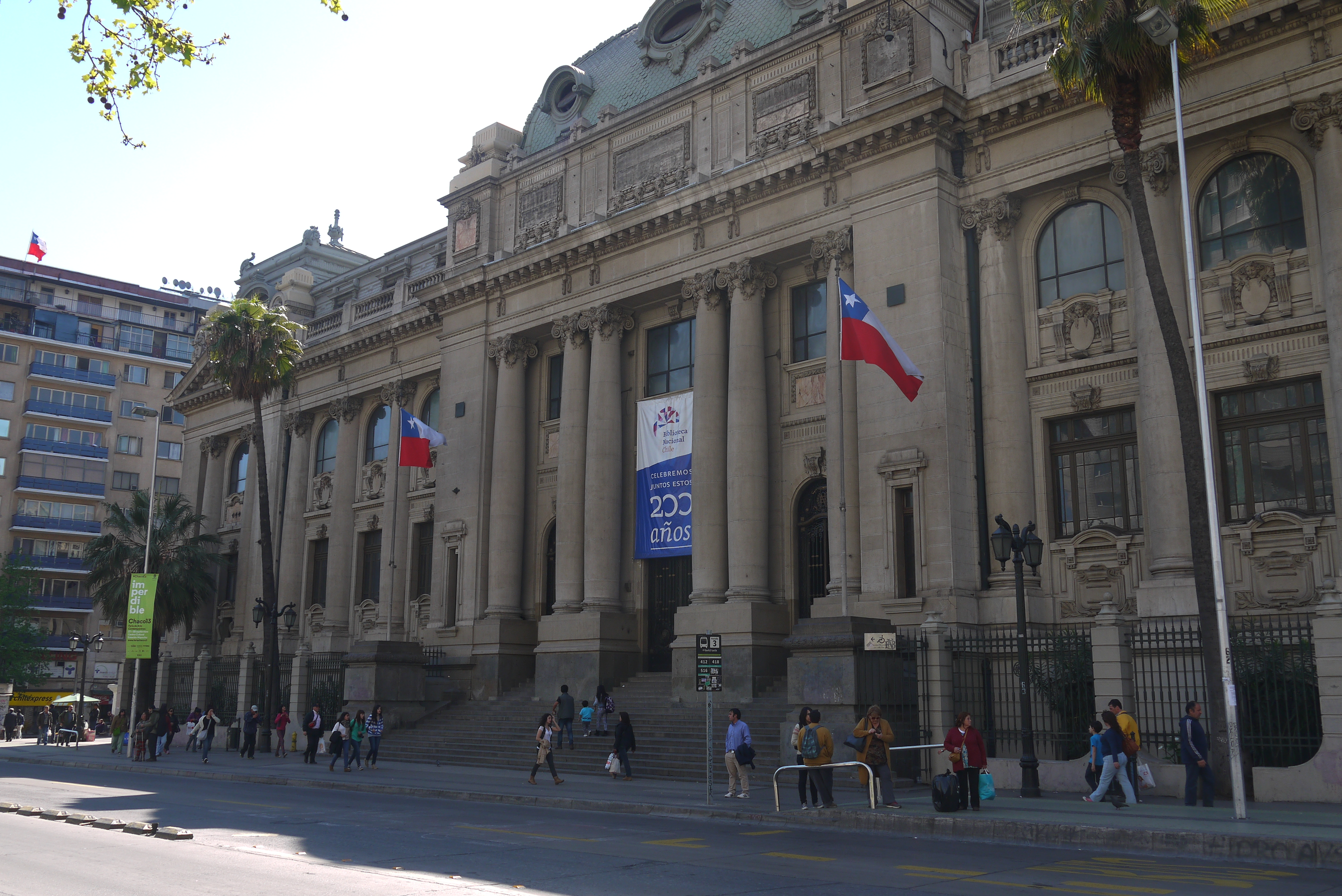
Actual edificio de la Biblioteca Nacional de Santiago.

En 1913 se comienza con la creación de la Biblioteca Nacional, junto con la llegada de libros provenientes de Europa con el fin de aumentar la lectura y la escritura. Durante 1930 la comercialización de los libros es escasa, pero a mediados de siglo esto cambia cuando en Valparaíso comienzan a funcionar librerías de inmigrantes españoles y franceses. En 1925, la Biblioteca Nacional se trasladó a su actual emplazamiento en el centro de Santiago, creándose el Archivo Nacional como institución independiente. En 1928 se crea la Dirección de Bibliotecas, Archivos y Museos(DIBAM), esta institución queda a cargo de la Biblioteca Nacional, los museos y centros bibliográficos del país.  

### Tiempos modernos de la bibliotecología en Chile[3]
Los tiempos modernos de la bibliotecología comienzan en 1938, cuando Héctor Fuenzalida Villegas, quien era el director de la Biblioteca Nacional, trae a Chile una serie de oportunidades, esto luego de recibir cursos de catalogación y referencias, también becas y pasantías en la biblioteca de la University of California, Berkeley y en la Library of Congress en Estados Unidos. 
Por muchos años en la escuela de verano de la Universidad de Chile se dictaron cursos para bibliotecarios, entre 1939 y 1945, contando con más de 200 asistentes por año. 
Cursos dictados en las escuelas de verano:  
- Catalogación.
- Clasificación Dewey.
- Administración de bibliotecas.

En 1942 los cursos se expanden a Concepción cuando la profesora de inglés Magda Arce imparte un curso especializado en "Organización de bibliotecas". Durante 1946 secretarios ejecutivos de la American Library Association y el director del departamento de relaciones internacionales de la dicha institución, sugieren al rector de la Universidad de Chile, Juvenal Hernández, la contratación de un profesor norteamericano financiado por la Fundación Rockerfeller. Edward Heiliger es contratado por dos años con el fin de modernizar las bibliotecas de la Universidad de Chile y con eso actualizar a los ya formados bibliotecarios. Durante 1947 y 1958 la Biblioteca Nacional no entregaba títulos profesionales luego de realizar los cursos, posteriormente en 1960 la Universidad de Chile entrega los títulos correspondientes a las personas que ya habían realizado los cursos.   

En 1947 se vuelven a impartir los cursos para bibliotecarios impartidos nuevamente por Heiligier, pero esta vez fueron promocionados a través del diario “Las últimas Noticias” logrando así una mayor convocatoria. 
“Está abierta la matrícula para el Curso de Biblioteconomía que en la Escuela de temporada dará el profesor Edward Heiliger en el próximo mes de Enero” 

#### Cursos impartidos durante 1946[3]
| Asignaturas de los Cursos de Bibliotecarios de 1946 | Asignaturas de los Cursos de Bibliotecarios de 1946 |
| --------------------------------------------------- | --------------------------------------------------- |
| Asignatura                                          | Profesor                                            |
| 1. Administración y organización de Bibliotecas     | Edward Heiliger                                     |
| 2.Catalogación y Clasificación                      | Edward Heiliger                                     |
| 3. Bibliografía descriptiva de Chile                | Raúl Silva Castro                                   |
| 4. Historia cultural de Chile                       | Julio Alemparte Robles                              |

En 1948 Heiliger debe volver a EE. UU. luego de haber dejado establecidas las bases para una moderna educación bibliotecaria chilena y también haber dejado actualizadas las prácticas de los quehaceres en las bibliotecas del país. El 15 de abril de 1949 la Biblioteca Central de la Universidad de Chile inaugura la Escuela de Bibliotecarios bajo la dirección de Héctor Fuenzalida. El 26 de marzo de 1951 la Escuela de Bibliotecarios pasa a formar parte del departamento de estudios generales de la Universidad de Chile. 
Como se ha podido ver durante el periodo de 1938 – 1958 se inició la formación bibliotecológica en Chile.
Entre los años 1959 y 1972 suceden varios acontecimientos en la bibliotecología chilena. Comienzan a surgir importantes bibliotecas especializadas y universitarias, las cuales son las primeras en darles oportunidades laborales a los ya egresados de la carrera de bibliotecología.  
El 12 de julio de 1967 el senado presenta a la Comisión de Educación Pública la moción que comenzó el Colegio de Bibliotecarios de Chile. Recién el 10 de julio de 1969 fue promulgada la ley N.º 17.161 que constituye legalmente el Colegio de Bibliotecarios de Chile. El 11 de noviembre del mismo año se reúne el Consejo General de Bibliotecarios, este toma tres decisiones importantes:
1. El 10 de julio se celebra a nivel nacional el Día del Bibliotecario.
2. Rendir homenaje a todos los colegas que llevaban ejerciendo durante 25 años.
3. Abrir el registro del colegio para todos los bibliotecarios de Chile. En diciembre de 1970 ya había 364 bibliotecólogos titulados.

En 1959 comienza una nueva etapa para la Bibliotecología en Chile, comienza el proceso de formalización debido a que desde 1946 solo se había impartidos cursos realizados por la biblioteca central de la Universidad de Chile. En primera instancia se reorganiza el plan de estudios, aumentando de uno a dos años, también se instauran asignaturas prácticas, las cuales son intercaladas con clases teóricas.  
El 19 de noviembre de ese mismo año el ministerio de educación aprueba oficialmente la creación de la Escuela de Ciencias Bibliotecarias de la Universidad de Chile. El 5 de febrero de 1960 el ministerio cambia el nombre a “Escuela de Biblioteconomía” y su jurisdicción es otorgada a la facultad de Filosofía y Educación de la Universidad de Chile, posteriormente en 1966 se cambia a “Escuela de Bibliotecología”. 
Durante el periodo de 1961 y 1967 la preparación de bibliotecarios duraba 3 años, en primera instancia se debía tomar un programa de estudios generales de 2 años, luego de completarlos se hacía entrega de un certificado de estudios generales, luego de esto podían acceder a un año más de estudios en las escuelas de bibliotecología.   
Durante la década del 60 la escuela de bibliotecología comienza a expandir el conocimiento a otros centros universitarios, pero esta vez en regiones del norte y sur de Chile. Estos cursos tenían una duración de no más de 4 semestres. Los primeros cursos fueron impartidos en Temuco y La Serena ente los años 1962 y 1963, los asistentes al recibir el grado académico correspondiente lograron obtener mejores puestos de trabajos en sus respectivas provincias. Más tarde se suman las ciudades de Antofagasta, Chillán y Valparaíso, donde se encuentra una brecha, puesto que no hay el personal suficiente para realizar el trabajo docente, Valparaíso es la excepción, puesto que es en el año 1969 que luego de los cursos impartidos por la Universidad de Chile se comienza a crear la carrera en la región, impartida actualmente en la Universidad de Playa Ancha (UPLA).
Para finales de 1969 se inició un plan de 4 años de estudio, el cual contemplaba combinar las asignaturas teóricas con trabajos prácticos, los estudiantes comienzan a trabajar activamente con los académicos, enseñando el manejo de fuentes bibliográficas, asistencia a seminarios y simposios, también realizan visitas a diferentes tipos de bibliotecas, editoriales, librerías, e instituciones científicas y técnicas, asistían a conferencias sobre bibliotecología impartidas por profesionales nacionales y ocasionalmente extranjeros. Realizan bibliografías, resúmenes, boletines de información bibliográfica. Trabajaban en proyectos de planificación bibliotecaria y presentar informes. Los estudiantes participan críticamente en el progreso político y educacional de varias escuelas con respecto a la expresión cultural y bibliotecaria, desarrollan programas para diversos grupos de la comunidad bajo la supervisión de sus maestros. 

### Bibliotecología como carrera universitaria.
Fue en 1981 que la bibliotecología fue considerada una carrera técnica, reconocida bajo la Ley General de Universidades, lo cual da el paso a que:

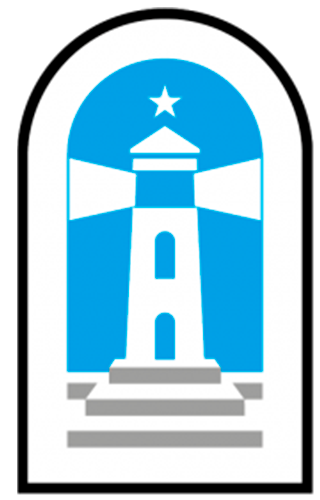
Logo UPLA

“La Escuela de Bibliotecarios de la Universidad de Chile fuera trasladada a la Academia de Estudios Tecnológicos después denominada Instituto Profesional de Santiago (IPS) y la Escuela de la sede Valparaíso de dicha Universidad pasa a formar parte de la Academia Superior de Ciencias Pedagógicas de esa ciudad” 

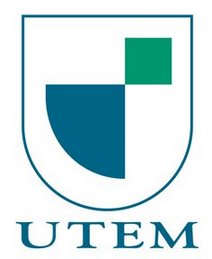
Logo UTEM

En 1985 bibliotecología es reconocida como una carrera universitaria luego que a la Academia Superior de Ciencias Pedagógicas se le otorga el grado de universidad, convirtiéndose así en la Universidad de Playa Ancha, la cual es la institución que más años lleva impartiendo la carrera de bibliotecología en el ámbito universitario. Recién en 1993 en Santiago, se comienza a impartir en el Instituto Profesional de Santiago (IPS), el cual posteriormente pasa a ser la Universidad Tecnológica Metropolitana (UTEM). Es importante destacar que ambas instituciones continúan con la enseñanza de la bibliotecología.  
Cinco universidades se interesan en impartir el grado de licenciado en bibliotecología, estas son: UPLA, UTEM, UAH, UB, UCSC de las cuales solo las tres primeras continúan formando profesionales. A esta formación se suman los programas de postgrados de la PUC y nuevamente la UPLA.  
"Las escuelas de la UPLA y UTEM han certificado la calidad de educación de la carrera de Bibliotecología en el país, según los estándares establecidos por la Comisión Nacional de Acreditación." 

#### Características de las escuelas de Bibliotecología[6][7][8][9]
| Características / Escuelas            | UPLA                                           | UTEM                                                   | UAH                                                                   |
| ------------------------------------- | ---------------------------------------------- | ------------------------------------------------------ | --------------------------------------------------------------------- |
| Año de creación de la carrera         | 1985                                           | 1993                                                   | 2010                                                                  |
| Dependencia de la Universidad         | Estatal                                        | Estatal                                                | Privada                                                               |
| Facultad de dependencia de la escuela | Ciencias Sociales                              | Administración y Economía                              | Economía y Negocios                                                   |
| Acreditación                          | Acreditada                                     | Acreditada                                             | Acreditada                                                            |
| Título profesional otorgado           | Bibliotecologo                                 | Bibliotecario Documentalista                           | Gestor(a) de Información, Bibliotecario(a) y Archivista               |
| Grado académico otorgado              | Licenciado en las Ciencias de la Documentación | Licenciado en Bibliotecología y Gestión de Información | Licenciado en Gestión de Información, Bibliotecología y Archivística. |
| Duración de la carrera                | 10 Semestres                                   | 10 semestres                                           | 10 semestres                                                          |